# Rock Father
Rock Father je páté sólové studiové album dřívějšího houslisty Jefferson Airplane Papa John Creache, vydané v roce 1976 u Buddah Records.

## Seznam skladeb
1. "Travelin' On'" (Midnight Sun, Papa John Creach) – 3:40
2. "High Gear" (John Lewis Parker, Kevin Moore, Creach) – 5:08
3. "Ol' Man River" (Oscar Hammerstein, Jerome Kern) – 3:22
4. "Slow Groove" (Dick Monda) – 2:23
5. "J. V. and Me" (Art Freeman, Eddie Martinez) – 3:20
6. "Straight Ahead" (Freeman, Martinez) – 3:48
7. "I Like All Kinds of Music" (Parker, Moore, Creach) – 3:43
8. "Brand New Day" (Parker, Creach) – 3:18
9. "Jump Up, Gimme Some Dancing" (Monda) – 2:35
10. "Orange Blossom Special" (Ervin T. Rouse) – 3:33

## Sestava
- Papa John Creach – elektrické housle, zpěv
- Mark Leon – bicí, zpěv
- Kevin Moore – elektrická kytara, akustická kytara, zpěv
- John Lewis Parker – piáno, varhany, clavinet, zpěv
- Holden Raphael – konga, perkuse, zpěv, harfa
- Bryan Tilford – baskytara, zpěv

### Hosté
- Al Vescovo – steel kytara, banjo
- Reid King – zpěv
- Art Freeman